# AvIn Aspirante Nascimento (U-10)
O AvIn Aspirante Nascimento (U-10) é um Aviso de Instrução da Marinha do Brasil.
Embarcação da Classe Aspirante Nascimento, foi construído pela Empresa Brasileira de Construção Naval (EBRASA) em Itajaí (SC) e incorporado à Armada Brasileira a 13 de dezembro de 1980.

## Origem do nome
Este o segundo navio da Marinha do Brasil que homenageia o Aspirante Joaquim Cândido do Nascimento, morto em combate durante a Guerra do Paraguai, a bordo da Canhoneira Mearim na passagem de Cuevas, em 12 de agosto de 1865.
A primeira embarcação foi o Aviso Fiscal de Pesca AvFisPe Aspirante Nascimento (1924).

## Missão
A sua missão é a de contribuir para a formação dos futuros Oficiais da Marinha em diversos exercícios.
As embarcações de aviso também têm sido utilizadas para a familiarização de embarque dos alunos da Escola de Formação de Oficiais da Marinha Mercante (EFOMM).
A embarcação navega sob o lema "Instrução com Talento".
"Eufrasino" é o mascote do navio.